# Campeonato Paraibano 2023
El Campeonato Paraibano de Fútbol 2023 fue la 113.ª edición de la primera división de fútbol del estado de Paraíba. El torneo fue organizado por la Federação Paraibana de Futebol (FPF). El torneo comenzó el 7 de enero y finalizó el 8 de abril.
Treze se consagró campeón tras vencer en tanda de penales en la final a Sousa, logrando así su título estatal número 17.

## Sistema de juego[2]

### Primera fase
Los 10 equipos se enfrentan todos contra todas durante 9 fechas. Una vez terminada la primera fase, los cuatro primeros puestos avanzan a la segunda fase, mientras que los dos últimos descienden a la Segunda División.

### Segunda fase
- Semifinales: Los enfrentamientos se emparejan de la siguiente forma:
  - 1.º vs. 4.º
  - 2.º vs. 3.º

- Final: La disputan los dos ganadores de las semifinales.

- Nota: Tanto las semifinales como la final se juegan a partidos de ida y vuelta, comenzando la llave como local el equipo con menor puntaje en la primera fase. En caso de empate en puntos y diferencia de goles, se tendrá una tanda de penales (no se consideran los goles de visita).

## Equipos participantes
| Equipo            | Ciudad                 | Estadio (Capacidad)      | Posición 2022      | Títulos (último) |
| ----------------- | ---------------------- | ------------------------ | ------------------ | ---------------- |
| Auto Esporte      | João Pessoa            | Almeidão (25 770)        | 7.º                | 6 (1992)         |
| Botafogo-PB       | João Pessoa            | Almeidão (25 770)        | 2.º                | 30 (2019)        |
| Campinense        | Campina Grande         | Amigão (23 000)          | Campeón            | 22 (2022)        |
| CSP               | João Pessoa            | Almeidão (25 770)        | 8.º                | 0                |
| Nacional de Patos | Patos                  | José Cavalcanti (4500)   | 4.º                | 1 (2007)         |
| Queimadense       | Queimadas              | Amigão (23 000)          | 2.º (2.ª división) | 0                |
| São Paulo Crystal | Cruz do Espírito Santo | Carneirão (1200)         | 6.º                | 0                |
| Serra Branca      | Serra Branca           | Amigão (23 000)          | 1.º (2.ª división) | 0                |
| Sousa             | Sousa                  | Marizão (9500)           | 3.º                | 2 (2009)         |
| Treze             | Campina Grande         | Presidente Vargas (6500) | 5.º                | 16 (2020)        |

| Crecimiento | Equipos provenientes del Campeonato Paraibano de Segunda División 2022. |

## Primera fase

### Tabla de posiciones
| Pos. | Equipo            | Pts. | PJ | G | E | P | GF | GC | Dif. | Clasificación          |
| ---- | ----------------- | ---- | -- | - | - | - | -- | -- | ---- | ---------------------- |
| 1    | Sousa             | 20   | 9  | 6 | 2 | 1 | 14 | 4  | +10  | Semifinales.           |
| 2    | Treze             | 15   | 9  | 4 | 3 | 2 | 11 | 7  | +4   | Semifinales.           |
| 3    | São Paulo Crystal | 15   | 9  | 4 | 3 | 2 | 7  | 6  | +1   | Semifinales.           |
| 4    | Botafogo-PB       | 15   | 9  | 3 | 6 | 0 | 11 | 6  | +5   | Semifinales.           |
| 5    | Nacional de Patos | 14   | 9  | 4 | 2 | 3 | 11 | 8  | +3   |                        |
| 6    | Campinense        | 14   | 9  | 3 | 5 | 1 | 8  | 6  | +2   |                        |
| 7    | CSP               | 9    | 9  | 2 | 3 | 4 | 9  | 13 | −4   |                        |
| 8    | Serra Branca      | 9    | 9  | 1 | 6 | 2 | 8  | 11 | −3   |                        |
| 9    | Queimadense       | 4    | 9  | 0 | 4 | 5 | 6  | 13 | −7   | Descenso de categoría. |
| 10   | Auto Esporte      | 2    | 9  | 0 | 2 | 7 | 7  | 18 | −11  | Descenso de categoría. |

 Fuente: FPF
Criterios de clasificación: 1) Puntos; 2) Partidos ganados; 3) Diferencia de gol; 4) Goles anotados; 5) Menor cantidad de tarjetas rojas; 6) Menor cantidad de tarjetas amarillas; 7) Sorteo.

### Resultados
| Local \ Visitante | AUT | BOT | CAM | CSP | NAC | QUE | SPC | SER | SOU | TRE |
| ----------------- | --- | --- | --- | --- | --- | --- | --- | --- | --- | --- |
| Auto Esporte      | —   | —   | 0–1 | 1–2 | —   | 1–1 | 0–0 | —   | —   | —   |
| Botafogo-PB       | 2–0 | —   | 2–2 | —   | —   | —   | 1–1 | —   | —   | 0–0 |
| Campinense        | —   | —   | —   | —   | 1–1 | —   | 1–2 | 0–0 | —   | 0–0 |
| CSP               | —   | 0–1 | 1–1 | —   | —   | —   | 0–1 | 1–1 | —   | —   |
| Nacional de Patos | 2–1 | 0–2 | —   | 2–1 | —   | —   | —   | —   | 0–1 | 2–0 |
| Queimadense       | —   | 1–1 | 0–1 | 1–2 | 0–3 | —   | —   | —   | 0–0 | —   |
| São Paulo Crystal | —   | —   | —   | —   | 1–0 | 2–1 | —   | 0–0 | 0–1 | —   |
| Serra Branca      | 3–2 | 1–1 | —   | —   | 1–1 | 1–1 | —   | —   | 1–2 | —   |
| Sousa             | 4–0 | 1–1 | 0–1 | 4–1 | —   | —   | —   | —   | —   | 1–0 |
| Treze             | 3–2 | —   | —   | 1–1 | —   | 2–1 | 2–0 | 3–0 | —   | —   |

## Fase final

### Cuadro de desarrollo
|  | Semifinales       | Semifinales       | Semifinales       | Semifinales       | Semifinales       |   |       | Final          | Final          | Final          | Final          | Final          |  |
|  | 18 al 26 de marzo | 18 al 26 de marzo | 18 al 26 de marzo | 18 al 26 de marzo | 18 al 26 de marzo |   |       | 1 y 8 de abril | 1 y 8 de abril | 1 y 8 de abril | 1 y 8 de abril | 1 y 8 de abril |  |
|  |                   |                   |                   |                   |                   |   |       |                |                |                |                |                |  |
|  |                   |                   |                   |                   |                   |   |       |                |                |                |                |                |  |
|  | 1                 | Sousa             | 0                 | 5                 | 5                 |   |       |                |                |                |                |                |  |
|  | 1                 | Sousa             | 0                 | 5                 | 5                 |   |       |                |                |                |                |                |  |
|  | 4                 | Botafogo-PB       | 1                 | 1                 | 2                 |   |       |                |                |                |                |                |  |
|  | 4                 | Botafogo-PB       | 1                 | 1                 | 2                 |   | 1     | Sousa          | 1              | 1              | 2 (2)          |                |  |
|  |                   |                   |                   |                   |                   |   | 1     | Sousa          | 1              | 1              | 2 (2)          |                |  |
|  |                   |                   | 2                 | Treze (p)         | 2                 | 0 | 2 (4) |                |                |                |                |                |  |
|  | 2                 | Treze             | 2                 | Treze (p)         | 2                 | 0 | 2 (4) | 1              | 1              | 2              |                |                |  |
|  | 2                 | Treze             |                   |                   |                   |   |       | 1              | 1              | 2              |                |                |  |
|  | 3                 | São Paulo Crystal | 1                 | 0                 | 1                 |   |       |                |                |                |                |                |  |
|  | 3                 | São Paulo Crystal | 1                 | 0                 | 1                 |   |       |                |                |                |                |                |  |
|  |                   |                   |                   |                   |                   |   |       |                |                |                |                |                |  |

Nota: El equipo que ocupa la primera línea es el que define la serie como local.

| Bandera del estado de Paraíba |
| Campeón                       |
| Treze 17.° título             |

## Clasificación final
| Pos. | Equipo            | Pts. | PJ | G | E | P | GF | GC | Dif. | Clasificación                                                  |
| ---- | ----------------- | ---- | -- | - | - | - | -- | -- | ---- | -------------------------------------------------------------- |
| 1.°  | Treze (C)         | 22   | 13 | 6 | 4 | 3 | 15 | 10 | +5   | Copa de Brasil 2024, Copa do Nordeste 2024 y Serie D 2024.     |
| 2.°  | Sousa             | 26   | 13 | 8 | 2 | 3 | 21 | 8  | +13  | Copa de Brasil 2024, Pre-Copa do Nordeste 2024 y Serie D 2024. |
| 3.°  | Botafogo-PB       | 18   | 11 | 4 | 6 | 1 | 13 | 11 | +2   |                                                                |
| 4.°  | São Paulo Crystal | 16   | 11 | 4 | 4 | 3 | 8  | 8  | 0    |                                                                |
| 5.°  | Nacional de Patos | 14   | 9  | 4 | 2 | 3 | 11 | 8  | +3   |                                                                |
| 6.°  | Campinense        | 14   | 9  | 3 | 5 | 1 | 8  | 6  | +2   |                                                                |
| 7.°  | CSP               | 9    | 9  | 2 | 3 | 4 | 9  | 13 | −4   |                                                                |
| 8.°  | Serra Branca      | 9    | 9  | 1 | 6 | 2 | 8  | 11 | −3   |                                                                |
| 9.°  | Queimadense       | 4    | 9  | 0 | 4 | 5 | 6  | 13 | −7   | Segunda División 2024.                                         |
| 10.° | Auto Esporte      | 2    | 9  | 0 | 2 | 7 | 7  | 18 | −11  | Segunda División 2024.                                         |

Reglas de clasificación: 1) Puntos; 2) Partidos ganados; 3) Diferencia de gol; 4) Goles anotados; 5) Menor cantidad de tarjetas rojas; 6) Menor cantidad de tarjetas amarillas; 7) Sorteo.